# XLVIII Festival Internacional de Cinema Fantàstic de Catalunya
La XLVIII edició del Sitges Festival Internacional de Cinema de Catalunya (abans, Festival Internacional de Cinema Fantàstic de Sitges) es va organitzar del 9 al 18 d'octubre de 2015 dirigida per Àngel Sala. En aquesta edició es van projectar 169 pel·lícules, apostant per les del terror més sever i extrem, així com pel cinema asiàtic i pel·lícules sobre reflexió religiosa, i es va atorgar el Gran Premi Honorífic a Oliver Stone i els premis Màquina del Temps a Nicolas Winding Refn i Terry Jones. Fou inaugurat amb la projecció de The witch de Robert Eggers, qui debuta com a director i que ja fou exhibida al Festival de Sundance. També es va exhibir una versió restaurada de  Belladonna of Sadness d'Eiichi Yamamoto i el darrer èxit de Paolo Sorrentino, Joventut.
Es va retre homenatge a l'actor David Prowse amb la projecció del documental I Am Your Father de Toni Bestard i Marcos Cabotá. També fou homenatjat el maquillador Rick Baker, responsable de la caracterització de Michael Jackson al videoclip de la cançó Thriller.

## Pel·lícules projectades

### Secció oficial Fantàstic
- La invitació de Karyn Kusama
- Le Tout Nouveau Testament de Jaco Van Dormael
- Bone Tomahawk de S. Craig Zahler
- I Am a Hero de Shinsuke Sato
- El regal de Joel Edgerton
- Demon de Marcin Wrona
- The Final Girls de Todd Strauss-Schulson
- Turbo Kid de François Simard, Anouk Whissell, i Yoann-Karl Whissell
- Kami-sama no Iu Tōri de Takashi Miike
- Baskin de Can Evrenol
- Cemetery of Splendour de Apichatpong Weerasethakul
- Cotxe policial de Jon Watts
- El cadàver d'Anna Fritz d'Hèctor Hernández Vicens
- Endorphine d'André Turpin
- The Blackcoat's Daughter d'Oz Perkins
- Frankenstein de Bernard Rose
- Green Room de Jeremy Saulnier
- Kishibe no Tabi de Kiyoshi Kurosawa
- Knock Knock d'Eli Roth
- Ludo de Qaushiq Mukherjee
- Macbeth de Justin Kurzel
- Maggie de Henry Hobson
- The Survivalist de Stephen Fingleton
- Miss Hokusai de Keiichi Hara
- Parasyte: Part 1 de Takashi Yamazaki
- Parasyte: Part 2 de Takashi Yamazaki
- Schneider vs. Bax d'Alex van Warmerdam
- Tag de Sion Sono
- The Boy de Craig William Macneill
- The Devil's Candy de Sean Byrne
- The Hallow de Corin Hardy
- Victoria de Sebastian Schipper
- Vulcania de José Skaf
- We Are Still Here de Ted Geoghegan
- Sorgenfri de Bo Mikkelsen
- Yakuza Apocalypse de Takashi Miike

### Anima't
- Bola de Drac Z: La Resurrecció d'en Freezer de Tadayoshi Yamamuro
- Pourquoi j'ai pas mangé mon père de Jamel Debbouze

### Sitges Clàssics
- Seven (1995) de David Fincher (Homenatge)
- The Thief and the Cobbler de Richard Williams

### Focus Asia
- Helios de Lok Man Leung i Kim-Ching Luk
- SPL II: A Time for Consequences de Cheang Pou-soi
- The Assassin de  Hou Hsiao-hsien
- The Taking of Tiger Mountain de Tsui Hark
- Two Thumbs Up de Lau Ho-leung

## Jurat
El jurat oficial d'aquesta edició era format per Jarod Neece, Javier Ruiz Caldera, Kier-La Janisse, Fernando Ronchese i Carlos Areces Maqueda.

## Premis
Els premis d'aquesta edició foren:
| Categoria                                                      | Premiat                                                                 | Treball                                            |
| -------------------------------------------------------------- | ----------------------------------------------------------------------- | -------------------------------------------------- |
| Premi al millor director Patrocinat per Gas Natural Fenosa     | S. Craig Zahler                                                         | Bone Tomahawk                                      |
| Premi a la millor pel·lícula                                   | La invitació                                                            | Karyn Kusama                                       |
| Premi a la millor actriu Patrocinat per Autolica-Mercedes Benz | Pili Groyne                                                             | Le Tout Nouveau Testament                          |
| Premi al millor actor                                          | Joel Edgerton                                                           | El regal                                           |
| Premi al millor guió                                           | M. A. Fortin Joshua John Miller                                         | The Final Girls                                    |
| Premi a la millor fotografia                                   | Pawel Flis                                                              | Demon                                              |
| Premi a la millor música                                       | Le Matos                                                                | Turbo Kid                                          |
| Premi als millors efectes especials                            | Makoto Kamiya                                                           | I Am a Hero                                        |
| Premi al millor Curtmetratge                                   | Javier Chillón                                                          | They Will All Die in Space                         |
| Premi Especial del Jurat                                       | The Final Girls                                                         | Todd Strauss-Schulson                              |
| Premi Carnet Jove a la millor pel·lícula                       | Turbo Kid                                                               | François Simard Anouk Whissell Yoann-Karl Whissell |
| Premi Midnight X-Treme                                         | Bound to Vengeance                                                      | José Manuel Cravioto                               |
| Premi Òrbita Fantàstic Millor pel·lícula                       | SPL II: A Time for Consequences                                         | Cheang Pou-soi                                     |
| Premi Òrbita Fantàstic Millor director                         | John Maclean                                                            | Slow West                                          |
| Premi Òrbita Fantàstic Menció especial                         | The Taking of Tiger Mountain                                            | Tsui Hark                                          |
| Premi Fantàstic Panorama Millor pel·lícula                     | Lost Soul: The Doomed Journey of Richard Stanley's Island of Dr. Moreau | David Gregory                                      |
| Premi Noves Visions One                                        | Anomalisa                                                               | Charlie Kaufman Duke Johnson                       |
| Premi Noves Visions One Menció Especial                        | Mænd og Høns                                                            | Anders Thomas Jensen                               |
| Premi Noves Visions al Curtmetratge                            | Disco Inferno                                                           | Alice Waddington                                   |
| Premi Noves Visions al Curtmetratge                            | Formas de jugar                                                         | Gemma Blasco                                       |
| Premi Noves Visions Plus                                       | Anabel                                                                  | Antonio Trashorras                                 |
| Premi Noves Visions Plus Menció especial                       | Lovemilla                                                               | Teemu Nikki                                        |
| Premi Focus Àsia                                               | Veteran                                                                 | Ryoo Seung-wan                                     |
| Premi Anima't Millor pel·lícula d'animació                     | Miss Hokusai                                                            | Keiichi Hara                                       |
| Premi Anima't Millor curtmetratge d'animació                   | Voltaire                                                                | Jan Snoekx                                         |
| Premi Anima't Menció especial                                  | The Orchestra                                                           | Mikey Hill                                         |
| Gran Premi del Públic Patrocinat per la Vanguardia             | I Am a Hero                                                             | Shinsuke Sato                                      |
| Premi Méliès d'argent al millor llargmetratge                  | 'Le Tout Nouveau Testament                                              | Jaco Van Dormael                                   |
| Premi Méliès d'argent al millor curtmetratge                   | Graffiti                                                                | Lluís Quílez                                       |
| Premi Blood Window                                             | Los parecidos                                                           | Isaac Ezban                                        |
| Premi Brigadoon al curtmetratge                                | Caradecaballo                                                           | Marc Martínez Jordan                               |
| Premi Cine365 Film al millor curtmetratge                      | Caradecaballo                                                           | Marc Martínez Jordan                               |
| Premi Cine365 Film al millor curtmetratge                      | Zero                                                                    | David Victori                                      |
| Premi Phonestatic                                              | Blackout                                                                | Sylvain Certain                                    |
| Premi de la Crítica José Luis Guarner                          | Bone Tomahawk                                                           | S. Craig Zahler                                    |
| Premi Ciutadà Kane a la direcció revelació                     | The Survivalist                                                         | Stephen Fingleton                                  |
| Premi Honorífic Màquina del Temps                              | Terry Jones Nicolas Winding Refn Andrzej Żuławski Sion Sono Rick Baker  |                                                    |
| Premi Maria honorífic                                          | Simon Yam                                                               |                                                    |
| Premi Nosteratu                                                | Rosanna Yanni                                                           |                                                    |
| Gran Premi Honorífic                                           | Oliver Stone                                                            |                                                    |